# Río Lambre
Río Lambre är ett vattendrag i Spanien. Det ligger i den nordvästra delen av landet, 500 km nordväst om huvudstaden Madrid.